# Gedvydas
Gedvydas, Edivydas o Edivid (... – 1253 circa), era uno dei figli di Dausprungas e nipoti di Mindaugas. Assieme a suo fratello Tautvilas e allo zio Vykintas, intraprese una guerra civile contro Mindaugas, terminata con l'incoronazione di quest'ultimo come re.

## Biografia
Non è noto quale dei due fratelli fosse il maggiore.
Nel 1245 e/o nel 1248, Mindaugas inviò Edivydas, Tautvilas, e Vykintas a conquistare Smolensk, promettendo loro che avrebbero potuto tenere per sé quanto avrebbero conquistato. Giunti sul fiume Protva, riuscirono a sconfiggere il duca di Mosca, ma non quello Vladimir-Suzdal, che risultò vittorioso nei dintorni di Zubcov. Saputo del fallimento, Mindaugas decise a fini punitivi (e probabilmente politici) di acquisire i possedimenti e le proprietà detenute dai tre condottieri. All'inizio del 1249, Gedivydas, Tautvilas e Vykintas fuggirono da Danilo di Galizia, il quale era sposato con la sorella di Gedivydas. Essi formarono una potente coalizione con i Samogiti, l'Ordine di Livonia e Vasilko Romanovič per contrastare Mindaugas, evento che portò allo scoppio di una guerra civile. Mentre Danilo e l'Ordine Livoniano pianificavano le campagne militari da eseguire nelle terre di Mindaugas, Tautvilas viaggiò a Riga, dove fu battezzato secondo il rito cattolico dall'Arcivescovo nel 1250. Quel che emerge dalle fonti, è il ruolo decisamente secondario assunto da Gedvydas rispetto al fratello e a quello di Vykintas nel conflitto.
Mindaugas si tolse un nemico quando accettò il sacramento del battesimo e rinunciò al controllo su alcune terre della Lituania occidentale in favore dell'Ordine di Livonia, per le quali avrebbe ricevuto in cambio una corona. Nel 1252, Gedvydas e gli altri alleati attaccarono Mindaugas a Voruta, forse prima capitale della Lituania. L'attacco fallì e le forze di Gedvydas si ritirarono per difendersi nel castello di Vykintas, situato nell'attuale comune di Rietavas. Non è dato sapere se gli eventi successivi accaddero perché una parte prevalsa nettamente sull'altra a livello militare: ciononostante, Vykintas morì nel 1253, e Gedvydas fu costretto a fuggire assieme al fratello in Galizia. Lì decisero di aiutare sempre nello stesso anno Danilo nelle battaglie che intendeva eseguire in Boemia, ma non riportarono successi. Poiché l'ultima menzione di Gedvydas in fonti scritte è proprio in Boemia, gli storici ritengono sia morto lì in battaglia.